# NGC 440

NGC 440

NGC 440 هي مجرة تتبع كوكبة الطوقان. اكتشفها جون هيرشل في 27 سبتمبر 1834.

## روابط خارجية
- NGC 440 على موقع ويكي سكاي: DSS2, SDSS, GALEX, IRAS, Hydrogen α, X-Ray, Astrophoto, Sky Map, Articles and images